# Gedko Stilvoyt

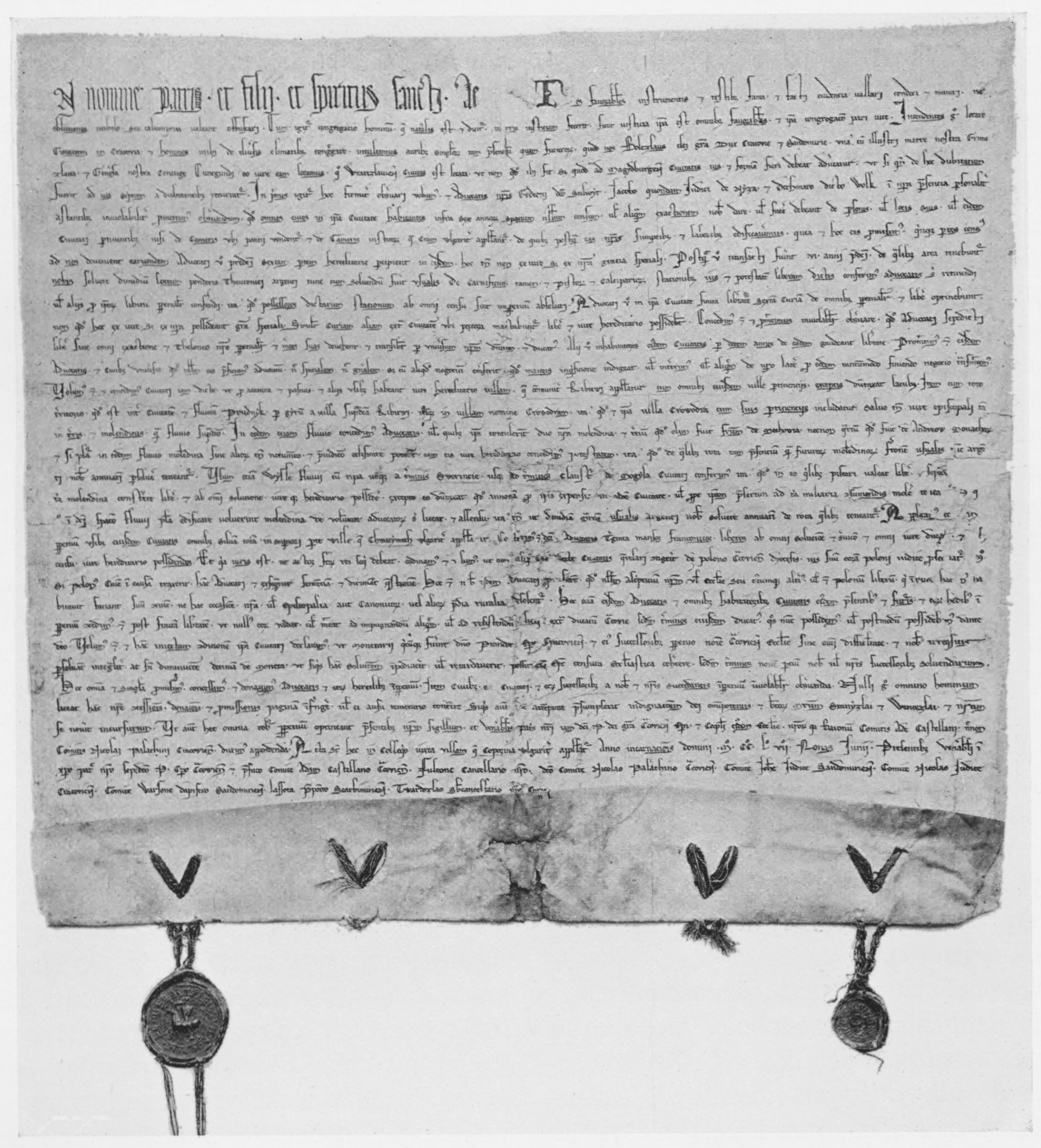
Przywilej lokacyjny Krakowa

Gedko Stilvoyt (Gotke Stillevogt) – zasadźca, pierwszy wójt Krakowa, razem z Jakubem, sędzią z Nysy i Dytmarem Wolkiem z Wrocławia, 5 czerwca 1257 we wsi Kopernia koło Pińczowa za przywilejem księcia Bolesława Wstydliwego zawarli umowę lokacyjną nowego miasta w Krakowie na prawie magdeburskim. Gedko Stilvoyt był synem lub wnukiem pierwszego wrocławskiego wójta Godinusa Stillevoyta, oraz właścicielem młyna w Oławie koło Wrocławia. Pierwszy raz występuje Gedko w 1254 jako ławnik wrocławski (Gotkinus). 
Treścią umowy zawartej z księciem było przeprowadzenie prac mierniczych, utworzenie miejsc do prowadzenia handlu, zorganizowanie sądu ławniczego oraz sprowadzenie osadników.
Efektem pracy wójta było wytyczenie Rynku Głównego, Rynku Małego, miejsc na kramy, szachownicy ulic oraz powołanie do życia instytucji ławy miejskiej, która miała wraz z wójtem odbywać sądy.
Za swoje usługi pierwsi wójtowie otrzymali m.in. 600 hektarów ziemi rolnej w obrębie jurysdykcji miejskich, rzeźnię, młyny na Wiśle i Prądniku oraz wyłączność na zagospodarowanie brzegów Wisły od klasztoru panien norbertanek na Zwierzyńcu do klasztoru ojców cystersów w Mogile. Największy dochód przyniósł jednak przywilej pobierania czynszu z jednej szóstej działek budowlanych w nowym Krakowie oraz zwolnienie od cła i opłat od przewożonych towarów. Swoją działalność w Krakowie zakończył przed rokiem 1267. 
Między rokiem 1264 a 1272 Gedko był właścicielem wójtostwa nowomiejskiego we Wrocławiu